# Marko Vujin
Marko Vujin (en serbe : Марко Вујин), né le 7 décembre 1984 à Bačka Palanka, est un joueur de handball serbe. Il mesure 2,01 mètres et pèse 104 kilos. Il joue au poste d'arrière droit et évolue depuis la saison 2019-2020 pour le club portugais du Sporting CP. International serbe, il est vice-champion d'Europe en 2012.

## Carrière
Vujin commence sa carrière dans le club de handball de sa ville natale, le RK Sintelon Bačka Palanka, où il joue avec Žarko Šešum et le gardien de but bosnien Danijel Šarić, qui, plus tard, remportera la Ligue des champions avec le FC Barcelone.
En juillet 2003, il signe un contrat avec le club hongrois Dunaferr HK, qui voulait renforcer son équipe dans le cadre du championnat de Hongrie et dans le cadre de la Coupe de l'EHF qui se profilait. Vujin passe trois ans dans ce club et termine trois reprises à la troisième place en championnat, sans pouvoir entraver la domination des clubs rivaux du Veszprém KSE et du SC Pick Szeged. A titre individuel, il se distingue néanmoins en terminant meilleur buteur du championnat à l'issue de la saison 2005/06.
Vujin attire ainsi l'attention de Veszprém qu'il rejoint effectivement à l'été 2006. Il contribue ainsi à la victoire du club lors de la Coupe d'Europe des vainqueurs de coupe en 2008.
Lors de la saison 2010-2011, il réalise notamment de très bonnes performances en Ligue des champions, étant le deuxième meilleur buteur derrière Uwe Gensheimer. Le club allemand THW Kiel lui propose alors dès l'automne de 2010 un contrat après l'expiration de son contrat avec Veszprém en 2012,,. En 7 saisons à Kiel, il remporte trois Championnats en 2013, 2014, 2015, trois Coupes d'Allemagne et la Coupe de l'EHF en 2019.
Non prolongé à Kiel, il signe en septembre 2019 pour le club portugais du Sporting CP.

## Résultats

### En club
Compétitions internationales
- Coupe d'Europe des vainqueurs de coupe (1) : 2008
- Coupe de l'EHF (1) : 2019
- Supercoupe d'Europe : finaliste en 2008

Compétitions nationales
- Championnat de Hongrie (5) : 2008, 2009, 2010, 2011 et 2012
  - 2e en 2007 et 3e en 2004, 2005 et 2006
- Coupe de Hongrie (5) : 2007, 2009, 2010, 2011 et 2012
  - Finaliste en 2008
- Championnat d'Allemagne (3) : 2013, 2014, 2015
- Coupe d'Allemagne (3) : 2013, 2017, 2019
- Supercoupe d'Allemagne (2) : 2014, 2015

### En équipe nationale de Serbie
- médaille d'argent au championnat d'Europe 2012 en  Serbie

### Récompenses individuelles
- Meilleur buteur du championnat de Hongrie en 2006

## Galerie

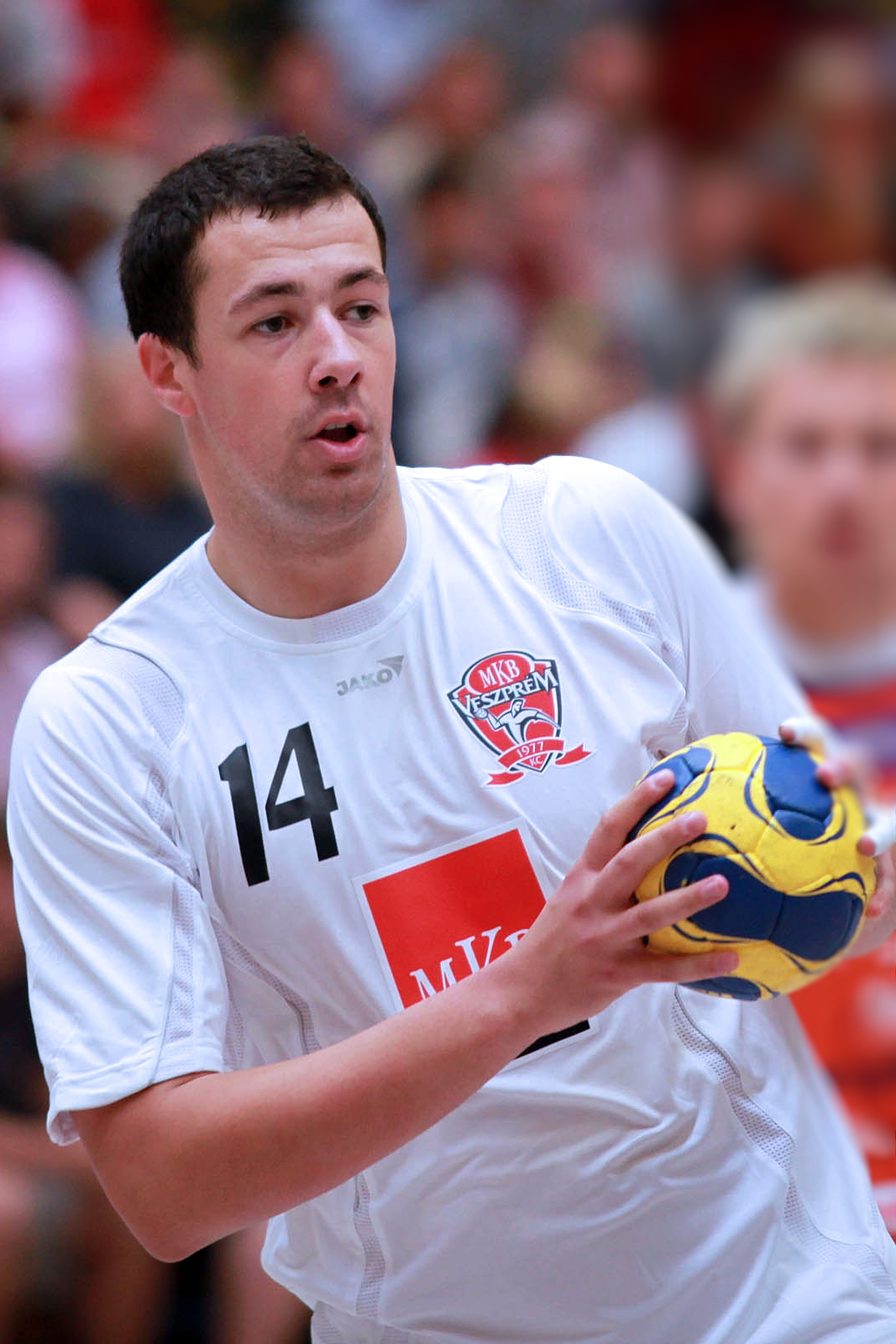
Marko Vujin en 2009
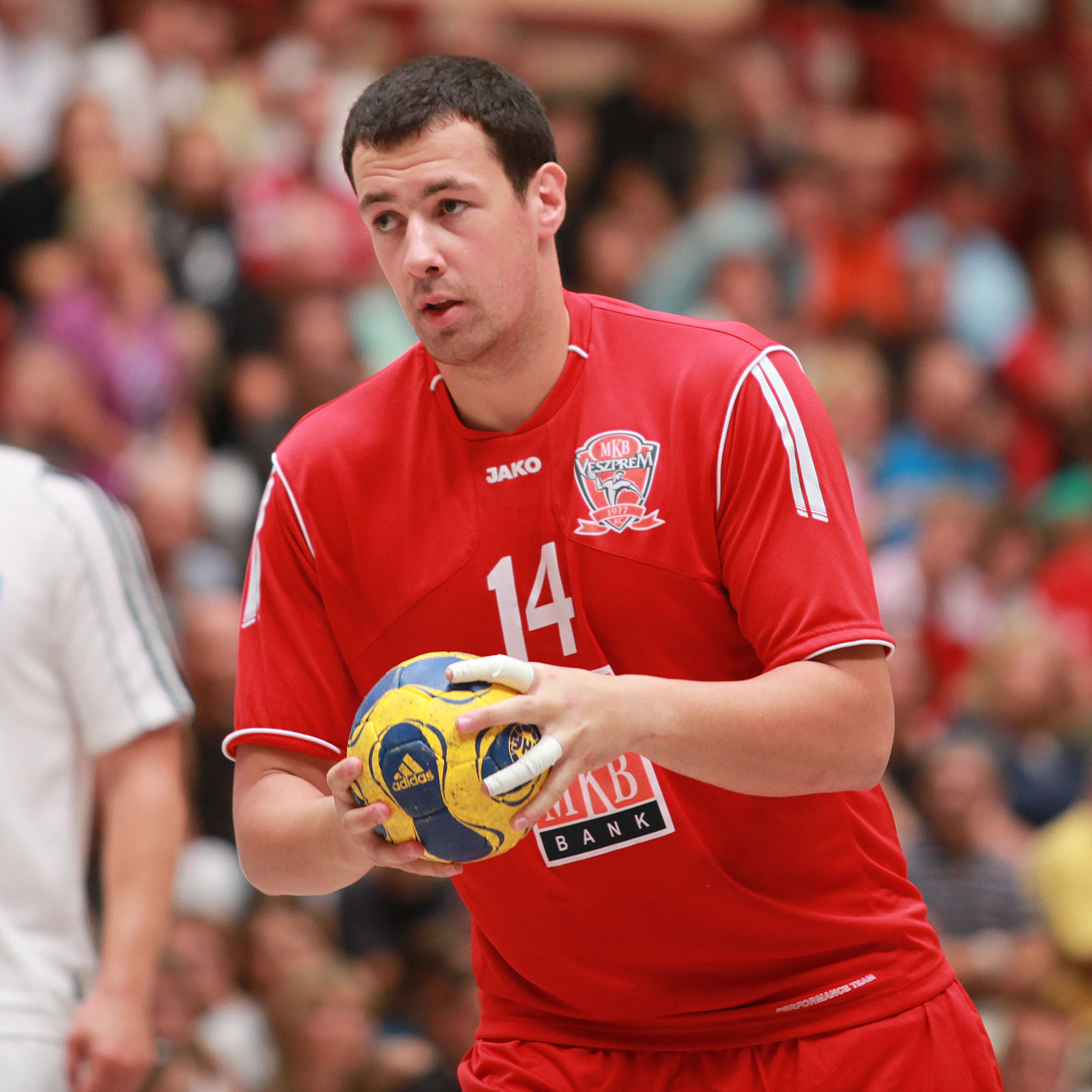
Marko Vujin en 2009
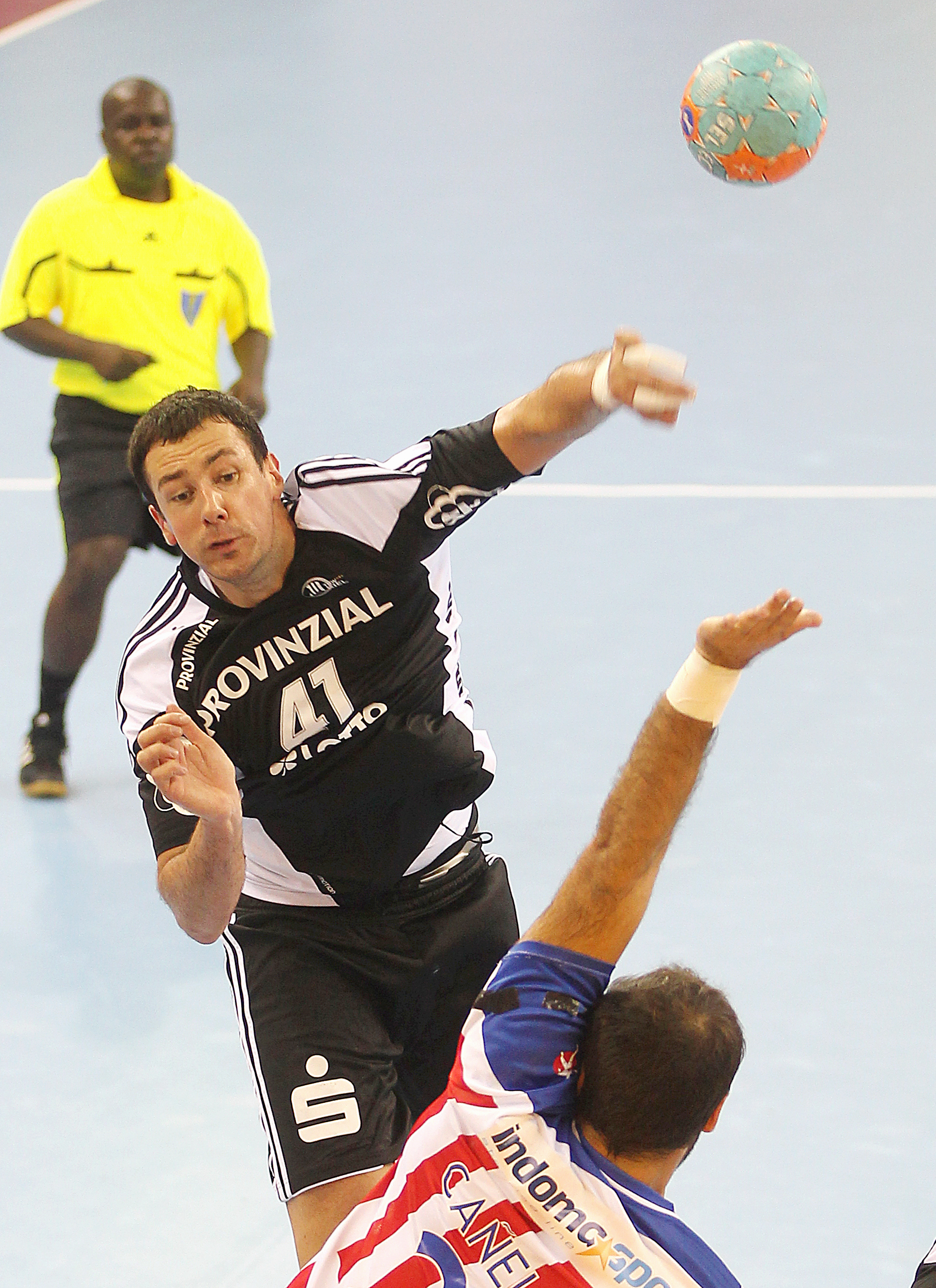
Marko Vujin en 2012